# NGC 1394
NGC 1394 is een lensvormig sterrenstelsel in het sterrenbeeld Eridanus. Het hemelobject werd in 1886 ontdekt door de Amerikaanse astronoom Francis Preserved Leavenworth.

## Synoniemen
- PGC 13444
- ESO 548-60
- MCG -3-10-21